# نوار غزه

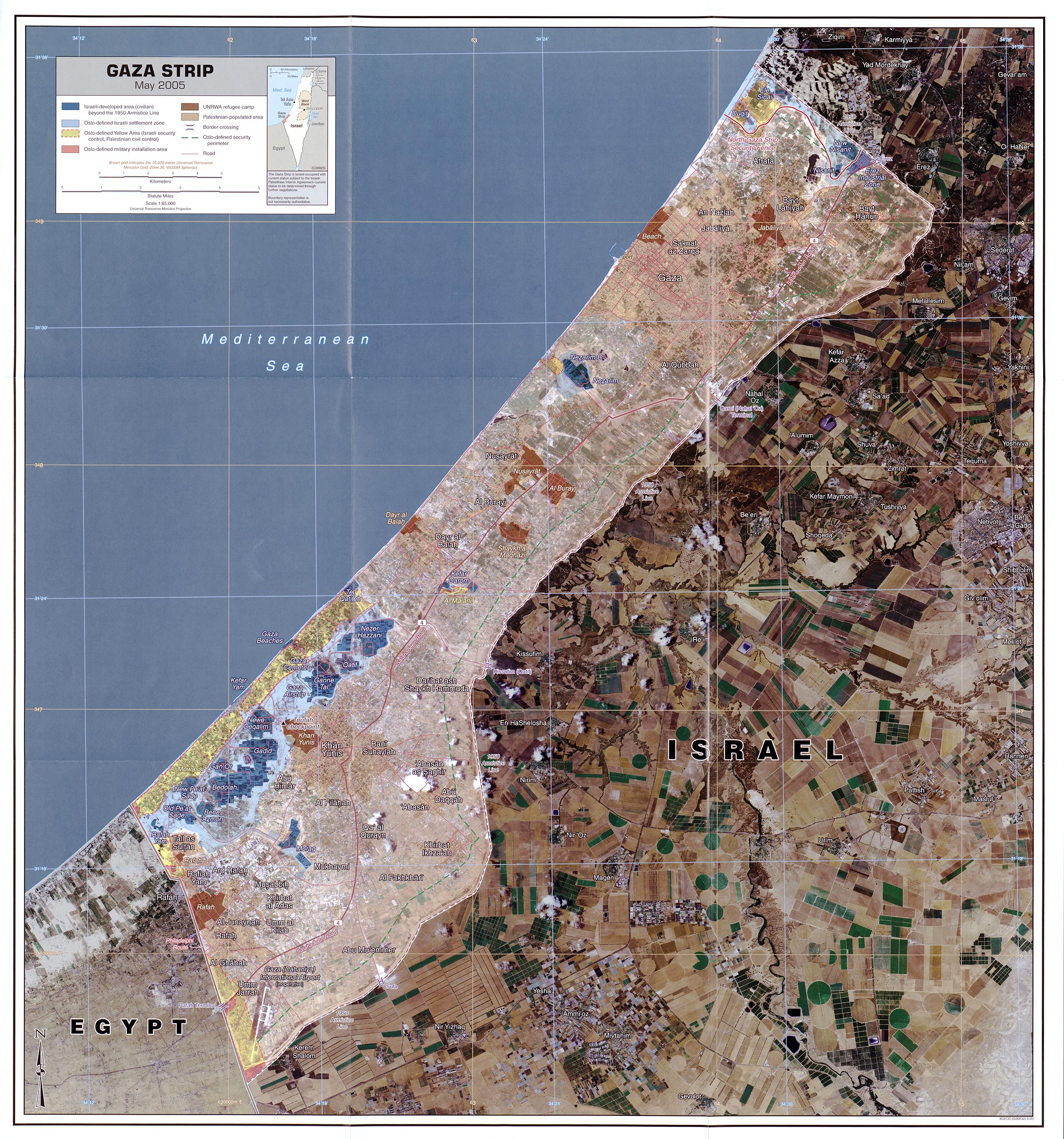
تصویر ماهواره‌ای از نوار غزه، ۲۰۰۵

نوار غزه یا باریکهٔ غزه (به عربی: قطاع غزة)، سرزمینی در خاورمیانه است که مجموعاً با کرانه باختری، کشور فلسطین را تشکیل می‌دهند. نوار غزه که در ساحل شرقی دریای مدیترانه قرار دارد، از جنوب غربی با مصر و از شمال و شرق، با اسرائیل، هم‌مرز است.
نوار غزه در ابتدا پس از جنگ ۱۹۴۸ اعراب و اسرائیل به عنوان سرزمین تحت اشغال مصر قرار گرفت. پس از جنگ شش‌روزه در سال ۱۹۶۷، این سرزمین تحت سلطه اسرائیل قرار گرفت. در دهه ۱۹۹۰ و به عنوان بخشی از پیمان اسلو، کنترل این منطقه در کنار وجود شهرک‌های اسرائیلی در مناطق خاص به تشکیلات خودگردان فلسطین واگذار شد. این شهرک‌ها در سال ۲۰۰۵ به عنوان بخشی از خروج اسرائیل از نوار غزه تخلیه شدند.
در سال ۲۰۰۶، حماس در انتخابات مجلس فلسطین پیروز شد که منجر به امتناع فتح از پیوستن به ائتلاف پیشنهادی شد. یک دولت وحدت کوتاه سقوط کرد و منجر به تشکیل دولت‌های جداگانه در کرانه باختری و غزه شد. اسرائیل و گروه چهارجانبه خاورمیانه (متشکل از سازمان ملل، اتحادیه اروپا، ایالات متحده آمریکا و روسیه) تحریم‌های اقتصادی علیه حماس وضع کردند. یک جنگ داخلی کوتاه در غزه بین فتح و حماس با پیروزی حماس به عنوان تنها قدرت حاکم در این باریکه پایان یافت. از زمان تسلط این گروه، غزه تحت محاصره زمینی، دریایی و هوایی اسرائیل و مصر بوده است. این امر از ورود یا خروج آزادانه افراد و کالاها به نوار غزه جلوگیری می‌کند. بخش‌هایی از همین نوار کوچک به عنوان منطقه حائل میان غزه و اسرائیل به‌شمار می‌آید و از این رو برای افراد ساکن در این باریکه، غیرقابل سکونت است.
نوار غزه از جنوب غربی با مصر و از شمال و شرق با اسرائیل هم‌مرز است. نوار غزه درازای ۴۱ کیلومتر و پهنای ۶ تا ۱۲ کیلومتری و مساحتی برابر ۳۶۰ کیلومتر مربع دارد. نوار غزه نامش را از شهر غزه که بزرگ‌ترین شهر در منطقه نوار غزه است، می‌گیرد. بخش‌هایی از همین سرزمین کوچک به عنوان منطقهٔ حائل میان غزه و اسراییل به‌شمار می‌آید و از این رو برای غزه‌ای‌ها استفاده از آن نشدنی است.
اکثر فلسطینیان در نوار غزه، که شامل هشت اردوگاه پناهجویان است، از نوادگان پناهندگانی هستند که از منطقه ای که پس از جنگ اعراب و اسرائیل در سال ۱۹۴۸ به اسرائیل تبدیل شد، گریختند یا اخراج شدند. مسلمانان سنی بخش عمده ای از جمعیت نوار غزه را تشکیل می‌دهند و یک اقلیت مسیحی فلسطینی نیز وجود دارد. تا سال ۲۰۰۵ شماری از یهودیان نیز در غزه ساکن بودند ولی با انحلال سکونت‌گاه‌ها، دیگر در آنجا زندگی نمی‌کنند (تخمین سال ۲۰۱۲). غزه از کمبود آب، برق و دارو رنج می‌برد. سازمان ملل متحد و همچنین سازمان‌های حقوق بشری از اسرائیل خواسته‌اند که محاصره غزه را لغو کند، در حالی که گزارش آنکتاد که برای مجمع عمومی سازمان ملل تهیه شده و در ۲۵ نوامبر ۲۰۲۰ منتشر شده است، می‌گوید که اقتصاد غزه در معرض خطر است. در آستانه فروپاشی و اینکه رفع محاصره ضروری است. فلسطینیان نوار غزه در بخش‌های گوناگون زندگی چون تهیهٔ آب، برق و فناوری‌های ارتباطاتی وابسته به دولت اسرائیل اند.
در سال ۲۰۲۰ بیش از ۱ میلیون و ۹۰۰ هزار تن در غزه زندگی می‌کنند که همگی فلسطینی هستند. ۹۸ تا ۹۹ درصد مردم غزه، مسلمان سنی، کمتر از یک درصد مسیحی هستند. شمار کمی هم بی‌دین هستند یا دین خود را اعلام نکرده‌اند. تا سال ۲۰۰۵ شماری از یهودی اسراییلی نیز در غزه ساکن بودند، ولی با انحلال سکونت‌گاه‌ها، یهودیان آنجا زندگی نمی‌کنند. (برآورد ۲۰۱۲). مردم غزه به عربی سخن می‌گویند ولی دو زبان عبری و انگلیسی نیز میان فلسطینیان رواج دارد. غزه جمعیتی بسیار جوان (میانگین ۱۸ سال) دارد.
جمعیت بسیار بزرگ نسبت به میزان اندک زمین، به همراه نرخ باروری و رشد جمعیت بالای غزه (۲/۱۳ درصد سالانه) به تراکم جمعیتی بسیار بالا (۵/۳۲۸ تن در هر کیلومتر مربع) انجامیده که از این دید غزه در میان کشورهای جهان از متراکم‌ترین هاست. تنها دو کشور مستقل جهان (ماکائو و سنگاپور) تراکم جمعیتی بیش از این دارند. با چنین جمعیت بسیاری، به گزارش ۲۰۱۸ سازمان ملل متحد، غزه تا سال ۲۰۲۰ درخور زیست نخواهد بود.

## سیاست

### پس از جنگ جهانی اول
پس از شکست نیروهای امپراتوری عثمانی از بریتانیا در طول جنگ جهانی اول، دولت وقت بریتانیا در ۲۵ آوریل ۱۹۲۰ میلادی کنترل نوار غزه را به همراه دیگر سرزمین‌های فلسطین برعهده گرفت و با تشکیل یک سیستم حکومتی تحت عنوان قیمومیت بریتانیا بر فلسطین به کنترل نوار غزه و دیگر سرزمین‌های فلسطین پرداخت. پس از جنگ استقلال اسرائیل در سال ۱۹۴۸ میلادی و تأسیس کشور اسرائیل در بخشی از سرزمین‌های تحت قیمومیت بریتانیا و تصرف نوار غزه توسط ارتش مصر، پیمان صلح موقت ۱۹۴۹ میان اسرائیل و مصر، اردن، سوریه و لبنان به امضا رسید که بنابر مفاد آن نوار غزه تحت کنترل کشور مصر قرار داشت. این عهدنامه تا آغاز جنگ شش روزه در سال ۱۹۶۷ و شکست اعراب دوام داشت تا اینکه در این جنگ نوار غزه تحت اشغال نظامی نیروهای دفاعی اسرائیل درآمد.
پس از ۳۸ سال که شهرک‌های اسرائیلی موجب تنش می‌شد، اسرائیل در سال ۲۰۰۵ سربازان و شهروندانش را از آن منطقه خارج کرد. یک سال بعد، جنبش حماس در انتخابات غزه پیروز شد. در ژوئن ۲۰۰۷ حماس کنترل کامل نوار غزه را به دست گرفت و رقیب معتدل‌تر خود یعنی جنبش فتح را از قدرت کنار زد. اسرائیلی‌ها به سرعت محاصره خود بر غزه را تشدید کردند و حمل و نقل کالا و رفت‌وآمد مردم به این منطقه را محدودتر کردند.

### از سال ۲۰۰۵ به بعد
تا قبل از تابستان ۲۰۰۵، منطقه غزه در اشغال نظامی اسرائیل بود که ۷۷۰۰ اسرائیلی در چند شهرک در غزه زندگی می‌کردند اما پس از عقب‌نشینی از این منطقه، این شهرک‌ها تخلیه شدند.
حماس در انتخابات پارلمانی سال ۲۰۰۶ توانست اکثریت کرسی‌های پارلمان فلسطین را از آن خود کند. پس از آن اسماعیل هنیه عضو ارشد حماس به عنوان نخست‌وزیر توسط محمود عباس، رئیس تشکیلات خودگردان فلسطین منصوب شد اما اختلافات میان دو طرف بالا گرفت و عباس، هنیه را از نخست‌وزیری برکنار و کابینه موقت تشکیل داد. به دنبال این حادثه، حماس در سال ۲۰۰۷، نیروهای دولت خودگردان را از این منطقه اخراج کرد و کنترل این منطقه را به دست گرفت. از آن زمان تاکنون اسرائیل گذرگاه‌های مرزی با غزه را بست و حمل و نقل کالا و افراد به غزه را به حداقل کاهش داد.
این در حالی است که منطقه کرانه باختری توسط کابینه خودگردان فلسطین به ریاست محمود عباس (رئیس تشکیلات خودگردان فلسطین) مدیریت می‌شود.

## اطلاعات جمعیتی
در سال ۲۰۱۴ حدود ۱ میلیون و ۸۱۹ هزار و ۳۷۹ نفر در نوار غزه زندگی می‌کنند که یکی از متراکم‌ترین مناطق دنیا محسوب می‌شود. نرخ رشد جمعیت در غزه ۲٫۹۱ درصد است. ۹۸ تا ۹۹ درصد از ساکنان نوار غزه را مسلمانان و حدود ۱ درصد از جمعیت این منطقه را اقلیت مسیحیان فلسطینی تشکیل می‌دهند.
بیشتر این فلسطینیان را اعراب پناهنده‌ای تشکیل می‌دهند که در طول جنگ اعراب و اسرائیل در سال ۱۹۴۸ از اسرائیل خارج شدند. تا سال ۱۹۶۷ جمعیت نوار غزه شش برابر شد و از آن زمان این جمعیت همواره در حال رشد است. فقر، بی‌کاری و شرایط نامساعد زندگی در این منطقه به وفور به چشم می‌خورد. از دهه ۱۹۷۰ به بعد، ۲۱ شهرک یهودی‌نشین در حوالی نوار غزه احداث شد، اما این شهرک‌ها در اوت ۲۰۰۵ تخلیه شد.
وضعیت بهداشتی در نوار غزه تقریباً در سطح متوسط دنیاست. بر اساس داده‌های سازمان جهانی بهداشت، بر اساس داده‌های سال ۲۰۲۲، میانگین امید به زندگی در غزه برای زنان ۷۵ سال و ۷۲٫۵ سال برای مردان است. که غزه را در رتبه ۱۰۹ دنیا بالاتر از کشورهایی چون ایران، ترکیه، مالزی، برزیل و روسیه قرار می‌دهد و میزان مرگ‌ومیر نوزادان (کمتر از یک‌سال) ۲۱٫۳۵ مرگ در هزار (رتبه ۱۰۵ دنیا) و نرخ مرگ‌ومیر مادران ۶۴ در ۱۰۰ هزار (رتبه ۹۴ دنیا) است.
آمار جمعیت‌نگاری مربوط به نوار غزه بر اساس برآوردهای سال ۲۰۱۴ اطلاعات‌نامه جهان به این شرح است:
- - نرخ کلی باروری: ۳۲٫۲ در هزار نفر (رتبه ۳۵ دنیا)
  - نرخ مرگ و میر: ۳٫۰۹ در هر هزار نفر (رتبه ۲۲۰ دنیا بین ۲۲۵ کشور)
- میانگین باروری: ۴٫۲۴ تولد برای هر زن (رتبه ۳۴ دنیا)

## موقعیت جغرافیایی
نوار غزه در موقعیت جغرافیایی ۳۱°۲۵′ شمالی ۳۴°۲۰′ شرقی / ۳۱٫۴۱۷°شمالی ۳۴٫۳۳۳°شرقی در خاورمیانه قرار گرفته است. این منطقه دارای مرزی ۵۱ کیلومتری با اسرائیل و مرزی ۱۱ کیلومتری با مصر در نزدیکی شهر رفح است. خان یونس در ۷ کیلومتری شمال شرقی رفح واقع شده، و شهرهای متعدد در طول ساحل بین این منطقه و شهر غزه واقع شده است. بیت لاهیا و بیت حانون به ترتیب در شمال و شمال شرقی شهر غزه واقع شده‌اند.
منطقه گوش کتیف از محلات اسرائیل سابقاً در منطقه سند دون در همجواری رفح و خان یونس، در طول منطقه جنوب غربی ساحل ۴۰ کیلومتری دریای مدیترانه واقع شده بود. چند ماه پس از آنکه اسرائیل در دسامبر ۲۰۰۵ طرح تخلیه یکجانبه نوار غزه را اجرا کرد، یک منطقه حائل جنجال‌برانگیز در مرز شمالی با اسرائیل ایجاد شد. بخشی از این مرز ۵/۲ کیلومتر به منطقه تحت کنترل تشکیلات خودگردان فلسطین نفوذ می‌کند، که این منطقه سابقاً محلات شمال اسرائیل را تشکیل می‌داد، و در حال حاضر گردان‌های عزالدین قسام از این منطقه برای شلیک موشک به اسرائیل استفاده می‌کنند.
نوار غزه دارای آب و هوای معتدلی است، که دارای زمستانی ملایم و خشک، و تابستانی گرم و توأم با خشکسالی است. سطح زمین مسطح یا هموار است، و تپه‌های شنی نیز در کنار ساحل قرار به چشم می‌خورد. مرتفع‌ترین نقطه جز ابوعوده نام دارد که دارای ارتفاع ۱۰۵ متر از سطح دریاست. منابع طبیعی فلسطین شامل زمین‌های قابل کشت (حدود یک‌سوم از نوار غزه را زمین‌های آبی تشکیل می‌دهد) است. مسائل زیست‌محیطی فلسطین شامل کویر زایی؛ استفاده از آب شور برای آبیاری محصولات کشاورزی، آب شیرین؛ تصفیه فاضلاب؛ بیماری‌هایی که از راه آب منتقل می‌شود؛ فرسایش خاک؛ و کاهش و آلودگی منابع آب زیرزمینی است. گفته می‌شود نوار غزه یکی از پانزده سرزمینی است که «مهد بشریت» را تشکیل می‌دهد.
این منطقه دارای قدیمی‌ترین بقایای مربوط به آتش‌های بزرگ ساخته دست بشر و برخی از قدیمی‌ترین اسکلت‌های بشر است.

## اقتصاد
بازده اقتصادی نوار غزه در طول سال‌های بین ۱۹۹۲ و ۱۹۹۶ یک سوم کاهش یافت. این سقوط به فساد و سوء مدیریت یاسر عرفات، بسته شدن مرزهای نوار غزه توسط اسرائیل و اعمال کنترل گسترده بر مرزها در پاسخ به تروریسم در فلسطین نسبت داده شده است. در نتیجه حملات فلسطینیان به اسرائیل روابط بازار کالا که پیش‌تر بین اسرائیل و نوار غزه ایجاد شده بود مختل شد. منفی‌ترین تأثیر اجتماعی این سقوط ظهور بیکاری فزاینده بوده است.
در طول سال‌های بعد توسل اسرائیل به سیاست بستن مرزهای نوار غزه کاهش یافت و در سال ۱۹۹۸، اسرائیل سیاست‌های جدیدی برای کاهش تأثیر بستن مرزها و دیگر رویه‌های امنیتی اعمال شده بر ورود کالا و نیروی کار فلسطین به اسرائیل اجرا کرد. این تغییرات منجر به وقوع یک بهبود ۳ ساله در اقتصاد نوار غزه شد. دوره بهبود وضعیت اقتصادی در سه‌ماهه آخر سال ۲۰۰۰ و با آغاز انتفاضه الاقصی پایان یافت.
انتفاضه دوم منجر به بسته شدن مرز اسرائیل توسط نیروهای نظامی اسرائیل و نیز اعمال مکرر محدودیت بر تردد فلسطینیان در مناطق خودگردان شد و در نتیجه به شدت جابجایی تجاری و نیروی کار را مختل کرد. در سال ۲۰۰۱، و حتی شدیدتر از آن در سال ۲۰۰۲، آشوب بین‌المللی و اقدامات نظامی اسرائیل در مناطق تحت کنترل تشکیلات خودگردان فلسطین منجر به تخریب طرح سرمایه و ساختار اجرایی، اختلال شایع در فعالیت‌های تجاری، و کاهش شدید در تولید ناخالص داخلی شد. یکی دیگر از عوامل اصلی کاهش درآمد کاهش تعداد آن دسته از ساکنان غزه بوده که اجازه ورود به اسرائیل را داشته‌اند. پس از خروج اسرائیل از نوار غزه، شمار محدودی از کارگران فلسطینی بار دیگر به سمت اسرائیل روانه شدند اما پس از پیروزی حماس در انتخابات مجلس فلسطین در سال ۲۰۰۶ اعلام شد فلسطین قصد دارد پروانه کار این افراد را محدود کرده یا کلاً لغو کند.
در طول دوران اسکان یهودیان در نوار غزه، ساکنان شهرک‌های یهودی‌نشین مبادرت به ساخت گلخانه در این مناطق کرده و به اشکال جدیدی از کشاورزی دست یافتند. این گلخانه‌ها فرصت کاری برای صدها فلسطینی ساکن نوار غزه فراهم آورد. زمانی که اسرائیل در تابستان ۲۰۰۵ از نوار غزه خارج شد، بانک جهانی این گلخانه‌ها را خرید و در اختیار فلسطینیان قرار داد تا با آن اقتصاد خود را متحول کنند. بیشتر این گلخانه‌ها در حال حاضر توسط کشاورزان فلسطینی مورد استفاده قرار می‌گیرد، گرچه مواردی از غارت و خرابکاری در برخی از مناطق گزارش شده است.
غزه کمبود شدید مسکن، امکانات آموزشی، امکانات بهداشتی، زیرساخت‌ها و سیستم بهداشتی نامناسب دارد که هر یک از این موارد منجر به تهدید پاکیزگی و ایجاد مشکلات بهداشت عمومی‌شده است. تعدادی هتل در غزه وجود دارد مانند هتل فلسطین، قصر بزرگ، آدم، العمل، القدس، کلیف، دیره و بیت مرنا. هتل‌ها به استثنای هتل فلسطین در امتداد محله ریمال واقع شده‌اند. سازمان ملل متحد در همین خیابان یک باشگاه ساحلی دارد. غزه مقصد گردشگران نیست، بیشتر خارجی‌هایی که در هتل‌ها اقامت می‌کنند روزنامه نگاران، امدادگران، سازمان ملل و کارکنان صلیب سرخ هستند. از هتل‌های سطح بالا می‌توان به هتل اورشلیم و دیره اشاره کرد
بر اساس کتاب جهانی سیا، تولید ناخالص داخلی نوار غزه در سال ۲۰۰۱ با ۳۵ درصد کاهش در درآمد سرانه ۶۲۵ دلار در سال همراه بود، و بیش از ۶۵ درصد از جمعیت نوار غزه اکنون در زیر خط فقر زندگی می‌کنند و بیش از ۶۰ درصد بیکار هستند. صنایع نوار غزه اغلب از تجارت‌های خانوادگی که به تولید منسوجات، صابون، حکاکی بر چوب درخت زیتون، و سوغاتی صدف مروارید می‌پردازد تشکیل شده است؛ اسرائیلیان مبادرت به ایجاد صنایع محدود مدرنی در برخی مراکز صنعتی کرده‌اند. برق نوار غزه توسط اسرائیل تأمین می‌شود.

### صادرات و محصولات کشاورزی
از ۳۶۴۱۰ هکتار آن، ۴۲ درصد (۱۵۰۵۳ هکتار) برای زمین‌های زراعی استفاده می‌شود. مرکبات، توت فرنگی و گل مهم‌ترین کالاهای صادراتی منطقه غزه است. مهم‌ترین محصولات کشاورزی نوار غزه عبارتند از زیتون، مرکبات، سبزیجات، گوشت و لبنیات. واردات اصلی غزه غذا، کالاهای مصرفی، و مواد ساختمانی تشکیل می‌دهد. مهم‌ترین شرکای تجاری نوار غزه عبارتند از اسرائیل، مصر و کرانه باختری. در طول جنگ اسرائیل و حماس تا اول سپتامبر ۲۰۲۴، ۶۷٫۶ درصد از زمین‌های کشاورزی (۱۰۱۸۳ هکتار از ۱۵۰۵۳ هکتار) و ۴۴٫۳ درصد از گلخانههای نوار غزه (۵۷۷٫۹ هکتار از ۱۳۰۵٫۳ هکتار) آسیب دیده است. استان خان یونس بیشترین مساحت زمین‌های کشاورزی آسیب‌دیده (۲۵۸۹ هکتار، ۶۱٫۵ درصد) و بیشترین میزان خسارت در کشت گلخانه‌ای را با ۲۵۸ هکتار داشته است، در حالی که استان غزه بالاترین نسبت خسارت را در کشت گلخانه‌ای با ۹۹٫۷ درصد (۳۷٫۹ هکتار) و بالاترین نسبت آسیب زمین‌های کشاورزی آسیب‌دیده در هر استان را دارد (۷۸٫۲ درصد) داشته است. رفح شاهد افزایش قابل توجه (۱۸۳ درصد) در گلخانه‌های آسیب‌دیده بود که از ۴۴ هکتار در آوریل ۲۰۲۴ به ۱۲۴٫۷ هکتار در سپتامبر ۲۰۲۴ افزایش یافت (۲۷٫۷ درصد از کل گلخانه‌های آن).

## بهداشت
مطالعه‌ای که دانشگاه جانز هاپکینز آمریکا و دانشگاه القدس در اورشلیم در اواخر سال ۲۰۰۲ میلادی برای سازمان بین‌المللی کایر (CARE) انجام داده‌اند، حکایت از درصد بالای سوء تغذیه در میان جمعیت فلسطینی ساکن در نوار غزه دارد. براساس این بررسی ۱۷٫۵ درصد از کودکان بین ۶ تا ۵۹ ماه مبتلا به سوءتغذیه مزمن بوده‌اند. بر همین اساس ۵۳ درصد از زنانی که در سن بارداری قرار داشته‌اند و نیز ۴۴ درصد از کودکان مبتلا به کم‌خونی بوده‌اند. پس از تخلیه یکجانبه نوار غزه از نیروهای اسرائیل در اوت و سپتامبر ۲۰۰۵ وضعیت بهداشت در نوار غزه با چالش‌های خطیری مواجه شده است.
غزه از بدترین بحران گرسنگی در جهان رنج می‌برد. فاجعه ای که ناشی از حملات مداوم اسرائیل است. حملات خشونت‌آمیز جاری در سراسر غزه - از جمله به امدادگران و کامیون‌های کمک‌رسانی، توانایی آژانس‌های بشردوستانه برای کمک به افراد نیازمند را به شدت محدود می‌کند.طبق اخبار منتشر شده در فوریه ۲۰۲۴، تد چایبان، معاون مدیر اجرایی یونیسف گفت: نوار غزه در آستانه وقوع انفجاری در زمینه مرگ کودکان و در آستانه یک بحران تغذیه است. اگر این درگیری اکنون پایان نیابد، منجر به مرگ و میرهای قابل پیشگیری یا مشکلات بهداشتی خواهد شد.
بمباران مداوم، محاصره و ممانعت از ارسال کمک، سیستم بهداشتی غزه را نابود کرده است. تنها ۱۱ بیمارستان از ۳۶ بیمارستان تا حدی کار می‌کنند.
در سال ۲۰۲۲، داده‌ها نشان می‌دهد که ۳۰ درصد از جمعیت کرانه باختری و غزه، از خدمات بهداشتی با مدیریت ایمن استفاده نمی‌کنند و از هر ۵ نفر ۱ نفر از خدمات آب آشامیدنی با مدیریت ایمن استفاده نمی‌کنند.

## ترابری و ارتباطات

### راه‌آهن
نوار غزه دارای شبکه‌ای کوچک و محدودی از راه‌ها است. این منطقه دارای یک راه‌آهن یک خطهٔ استاندارد شمالی-جنوبی می‌باشد که تخریب شده و بدون استفاده رها شده و خطوط اندکی از آن برجای مانده است. این راه‌آهن پیش‌تر از جنوب به راه‌آهن مصر و از شمال به راه‌آهن اسرائیل ختم می‌شد.

### راه دریایی
هر گونه ورود و خروج کشتی‌ها به منطقهٔ غزه از راه دریا ممنوع است و نیروی دریایی اسرائیل مانع از عبور و مرور کشتی‌ها به سمت غزه می‌شود. راه ورود کالا به غزه نیز از طریق گذرگاه رفح در جنوب غزه و هم‌مرز با مصر و ۵ گذرگاه در مرز اسرائیل است.
افزون بر این در جنوب غزه، افرادی با حفر تونل انواع کالاها را از مصر وارد منطقهٔ غزه می‌کنند.

### بندر غزه
ساخت تنها بندر نوار غزه پس از آغاز انتفاضه دوم در سال ۲۰۰۰ به صورت نیمه‌کاره رها شده است.
در ساحل منطقهٔ غزه، ماهیگیری انجام می‌شود. ارتش اسرائیل به ماهیگیران غزه تنها اجازه می‌دهد در فاصله ۵٫۵ کیلومتری از ساحل، ماهیگیری کنند. این فاصله پیش از این ۱۱ کیلومتر بود اما در ابتدای سال ۲۰۱۴، کاهش یافت.

### راه هوایی
فرودگاه بین‌المللی غزه به موجب توافقاتی که در پیمان دوم اسلو ۱۹۹۵ و نیز در تفاهم‌نامهٔ ۱۹۹۸ وای ریور به عمل آمده بود در ۲۴ نوامبر ۱۹۹۸ افتتاح شد. این فرودگاه با هزینهٔ ۸۶ میلیون دلاری ژاپن، مصر، عربستان سعودی، اسپانیا، آلمان و مراکش در جنوب منطقهٔ غزه ساخته شد. این فرودگاه ظرفیت حمل و نقل ۷۰۰ هزار نفر در سال را داشت.
این فرودگاه در اکتبر ۲۰۰۰ به دستور اسرائیل بسته شد و باند آن توسط نیروهای دفاعی اسرائیل در دسامبر ۲۰۰۱ تخریب شد. این فرودگاه از آن زمان فرودگاه بین‌المللی یاسر عرفات نام گرفته است.

### خطوط ارتباطی تلفن
نوار غزه دارای سامانهٔ ابتدایی تلفن ثابت است که توسط یک سامانهٔ سیم هوایی ارائه می‌شود و نیز از خدمات گستردهٔ تلفن همراه برخوردار است که توسط پل‌تل (جوال) یا خدمات‌دهندگان اسرائیلی همچون سلکام ارائه می‌شود. چهار شرکت در نوار غزه در حال ارائهٔ خدمات اینترنت هستند که در حال حاضر سرگرم رقابت با یکدیگر بر سر اینترنت پرسرعت و نیز اینترنت تلفنی هستند. بیشتر خانوارهای غزه دارای رادیو و تلویزیون (۷۰ درصد)، و حدوداً ۲۰ درصد آنان نیز دارای رایانهٔ شخصی می‌باشند. افرادی که در نوار غزه زندگی می‌کنند از برنامه‌های شبکه‌های تلویزیونی ماهواره‌ای (الجزیره، برنامه‌های شبکه‌های تلویزیونی مصر و لبنان، و غیره)، کانال‌های خصوصی محلی، و نیز صدا و سیمای فلسطین و شبکه‌های اول و دوم صدا و سیمای اسرائیل برخوردارند.

## انرژی و تولید برق
بخشی از برق غزه توسط اسرائیل و بخشی دیگر در نیروگاه‌هایی مستقر در غزه تأمین می‌شود. سوخت این نیروگاه نیز از سوی اسرائیل با هزینه سازمان ملل یا دولت محلی غزه تأمین می‌شود. آب، برق، سوخت و بنزین منطقه غزه از طریق اسرائیل و با هزینه دولت محلی یا کمک‌های خارجی تأمین می‌شود.
در سال ۲۰۱۴، ۱۲۰ مگاوات از برق مورد نیاز از اسرائیل، ۲۸ مگاوات از مصر و نیروگاه تولید برق غزه نیز بین ۴۰ تا ۶۰ مگاوات برق تولید می‌کند.
در نبرد اسرائیل و غزه در سال ۲۰۱۴، در پی بمباران اسرائیل، تنها نیروگاه غزه از کار بازایستاد و ژنراتور نیروگاه آسیب دید و منبع سوخت آن نیز به آتش کشیده شد و جریان برق آن به کلی قطع شد.